# Ghadames (gemeente)
Ghadamis was een gemeente (Shabiyah) in Libië.
Ghadamis telde in 2006 19.000 inwoners (7.000 in hoofdstad Ghadames) op een oppervlakte van 51.750 km². Cultuurhistorisch hoort het district bij de Fezzan provincie hoewel die terminologie tegenwoordig niet meer gebruikt wordt.